# Collenberg
Collenberg är en kommun i Landkreis Miltenberg i Regierungsbezirk Unterfranken i förbundslandet Bayern i Tyskland.
Kommunen bildades 1 april 1971 genom en sammanslagning av kommunerna Fechenbach och Reistenhausen.